# Álom.net
Az Álom.net 2009-es magyar filmvígjáték, amelyet N. Forgács Gábor rendezett. Játékideje 90 perc, és 2009. április 16-án mutatták be a mozikban.

## Kritikai fogadtatása
A kritikák lesújtóan fogalmaztak a filmről, sőt nagyon keményen bírálták, ugyanúgy a nézők előtt is csúfosan megbukott. Általában szélsőségesen giccses, jellegtelen és rendkívüli minimális igényességgel alkotott filmnek tekintik. Mindez tetézi a film számos technikai baklövése, az operatőri munka színvonaltalansága, a látványt jelentősen károsító rosszul kiválasztott háttér is. Eleinte N. Forgács Gábor, a film rendezője olyasmit nyilatkozott, hogy a film népszerű, annyira, hogy már hollywoodi filmkészítők is felfigyeltek kvalitásaira, minderre később rácáfolt az, hogy külföldi portálokon, így az IMDB weboldalán élvonalban helyezkedett el a Kis Vuk mellett a lehető legrosszabb filmek szégyenlistáján.
Lavicska Zsuzsanna, az origo.hu kritikusa írja a következőket a filmről: „Az Álom.net egy hollywoodi tinivígjáték-klón, amelyet Magyarországon forgattak magyar filmesek, mert állítólag ez kell a magyar kamaszoknak. Most megkapják, amire vágytak, és vele együtt az életre szóló tanulságot is: vigyázz, mit kívánsz, mert a végén még valóra válik!”

## Cselekménye
A film egy Regina nevű lányról és középiskolás kalandjairól szól. Cheerleader (pompomlány)-csapatot is szervez, amely Magyarországon egyáltalán nem jellemző, így ez a történetszál is hozzájárul a film hiteltelenségéhez. A problémák akkor kezdődnek, amikor Reginát eltanácsolják az iskolából. Most hozzá kell szoknia az új környezethez, amely természetesen nem lesz egyszerű.
A filmet sokan a Szuperbojz mellett a valaha eddig készült legrosszabb magyar filmek, illetve nemzetközi viszonylatban is a legrosszabb filmek közé sorolják. Ennek oka, hogy nagyon amerikainak próbál látszani, illetve a szereplők nem nyerték el sem a kritikusok, sem a közönség tetszését. A kiadásért a HCC Media Group felelt.
Az Álom.net és a Szuperbojz negatív teljesítményével maga mögé utasította a korábban a legrosszabb magyar közönségfilmnek tartott Európa expresszt. Mindezeket meghaladta először a Holnap történt című film, majd az Aranybulla című televíziós sorozat bukása.

## Szereplők
- Regina – Labancz Lilla
- Lívia – Czifra Kinga
- Márk – Csernoczki Ádám (magyar hangja: Szvetlov Balázs)
- Dávid – Jankóczky Attila (magyar hangja: Hamvas Dániel)
- Laura – Lerch Ottília (magyar hangja: Csondor Kata)
- Igazgató – Reviczky Gábor
- Károly bá – Rékasi Károly
- Márta – Bánfalvy Ági
- Katalin – Incze Ildikó
- András – Oberfrank Pál
- Geri – Ádok Zoli
- Richi – Tamás István
- Nikó – Balázs Bence  (magyar hangja: Pálmai Szabolcs)
- Szabi – Reiter Richárd
- Vivien – Farsang Dorottya  (magyar hangja: Mánya Zsófi)
- Szandra – Iszak Eszter (magyar hangja: Roatis Andrea)
- Detti – Szabó Szandra (magyar hangja: Molnár Ilona)
- Alíz – Komáromi Zsófi
- Krisztián – Steiner Kristóf
- Orsa – Marsi Laura
- Francia tanárnő – Dankai Erika (magyar hangja: Benkő Nóra)
- Krisztina – Nádai Réka
- Tomi – Szűcs János
- Pityu – Tarsoly Arnold
- Roland – Patai Roland
- Andrea – F. Tóth Petra
- Vanda – Koller Katalin[6]
- Ica néni – Mészáros Éva
- Gábor – Széni István
- Tanulófiú – Balog László
- Titkárnő – Laborczy Szilvia
- Pincér – Horváth Csaba
- Rendőr – Csontos Levente
- Kommentátor – Szebeni Tamás
- Kommentátor – Szujó Zoltán
- Zenekar – Anti Fitness Club
- Fotós – Debreczeni Zita
- Bíró – Szőcs Péter
- Domcsa – Potyó Dominika Dakota
- Játékvezető – Borszéki András
- Osztálytárs – Nagy Richárd
- Titkárnő – Kis Margaréta
- Titkárnő – Elek Ernőné Ildikó
- Emós fiú – Zombori László
- Emós lány – Gombos Cintia
- Masszőr – Pinke László
- Márk anyja – Nagyné Éder Rózsa
- Jázmin kutya – Önmaga

## Tervezett folytatás
N. Forgács Gábor 2014-ben tervbe vette az Álom.net 2-t is, mivel állítása szerint az első résznek rengeteg rajongója akadt. Épp ezért a Facebookon létrehozott egy oldalt, amelyen az állítólagos rajongók ötleteit várta a folytatáshoz. A vélemények szerint maguknak a készítőknek sem volt túl sok ötletük a folytatás mikéntjéről és bizarrnak tartották, hogy erre a célra Facebook-lapot hoztak létre. Ennek ellenére konkrét ötletek nem érkeztek, a lap látogatói leginkább degradálva írtak a készítőről, vagy esetenként keményen és gunyorosan kritizálták. Ezen hozzászólások többségét a lap működtetői törölték.

## Kritikák a filmről
Az index.hu-n íródott kritika szerint a film célközönsége: „a 14-16 éves BRAVO-olvasók, akiket teljesen sötét, nyávogó, picsogva beszélő, retardált mercédeszes hülye gyerekeknek és felpumpált mellű bloggernek lát N. Forgács Gábor rendező. Viccből legalább egy képet megnézhettek volna róluk, mert persze, hogy teljesen FURÁK ezek a fiatalok, de csak gondolnak valamit, esetleg még éreznek is… Ez a film úgy rossz, ahogy van. A Dr.Szöszit keverni a High School Musicallel persze nem lenne alapban rossz ötlet, nálunk ráadásul kimaradtak ezek, sőt ilyen fiatal célcsoportnak filmet gyártani szintén nem butaság, viszont igénytelen, mindenféle tehetség és ízlés nélkül elővezetni az első ilyen filmet az.” Puzsér Róbert Sznobjektív c. műsorában készített tizes listán, amelyen a legrosszabb magyar filmeket szortírozta, az első helyet foglalja el az Álom.net. Szerinte a filmben kivétel nélkül minden rossz, még a komoly múlttal rendelkező hivatásos színészek, mint Reviczky Gábor is, aki Puzsér szerint a háttérben „elröhögi” a jeleneteket, vagy pedig teljes mértékben közhelyesen beszél.
Az amatőr színészek jóformán csak elismételnének bemagolt mondatokat. Az index.hu kritikája szerint a film főszereplő lányai színészi képességekkel nem rendelkező címlaplányok, akik legfeljebb kéjes megjelenéssel bírnak. A kamera gyakorta fokuszál a lányok testi adottságaira (plasztikázott test, domborulatok, fenék, alsóneműk, stb.), illetőleg humorosnak beállítani az olyan jeleneteket, amikor gimnazista fiúk a lányok szoknyája alá leshetnek, mindez viszont teljesen funkcionálatlannak és humortalannak hat. Kránicz Bence vágó és filmkritikus szerint a női testekre pásztázó kamera „öncélú húsfesztivált” csinált a filmből.
A film forgatókönyve, a dialógusok és a történet összefüggéstelen, zűrzavaros és illogikus. A filmben hallható ifjúsági nyelvezet mesterkélt, nem létező szociolektus, amely a vélemények szerint tükrözi, hogy a rendező és a forgatókönyvíró nincs tisztában a mai fiatalság szóhasználatával és beszédstílusával, valamint társalgási szokásaival. A film bemutatóján a készítők még úgy jellemezték, hogy az Álom.net egyszerre trashfilm és annak paródiája, sőt Labancz Lillát már Oroszlán Szonja utódjaként emlegették. A paródia titulust viszont a filmkritikusok egyöntetűen elutasítják, a film bukásának ellensúlyozására felhozott kifogásnak tartják, illetve ellenérvként felhozzák azt is, hogy Oroszlán Szonja eleve tehetséges színésznő, következésképp nem állja meg az összehasonlítás Labancz Lillával. A film cselekménye a magyar.film.hu kritikája szerint összedarálja az Amerikai pite, a Doktor Szöszi, a Spinédzserek, illetve a japán anime számos elemét, így próbálván tetszelegni azok rajongóinak és eladni nekik egy értelmetlen, zagyva filmet.
A rockvilag.hu kritikája szerint az Álom.net a szokványos amerikai álmot mutatja be a főszereplőt játszó Labancz Lillán át, aki „csinos és gazdag is”. Viszont – összehasonlítva a többi lányszereplővel – valójában mégsem nevezhető csinos-nak. A film képzete, az amerikai minta teljes lemásolása pedig vadigen Magyarországtól, és a „rózsaszín szemüveg, hidrogénszőke, sokpénz, kabriókocsi álmot szeretné ráhúzni a büdös nagy magyar valóságra.” Már az egy hatalmas ellentmondás szociológiai szempontból, hogy tinédzserkorú magyar középiskoláslány drága sportkocsival jár iskolába, amely még a tehetős magyar családoknál sem jellemző. Puzsér Róbert Sznobjektív c. műsorának vendége, Farkas Attila Márton kultúrantropológus külön megjegyezte, hogy az ilyen filmek készítői nincsenek tisztában a magyarországi helyzettel, nem ismerik a társadalmat, az embereket, a szokásokat, a problémákat, viszont megpróbálnak ilyen témában filmeket csinálni, amelynek a végeredménye olykor hazug, alávaló és gyakran propagandába hajló trashfilm.
Az Álom.net-ből hiányzik bárminemű humor, irónia, kritika, esetleg önkritika, és nincs egyetlen értékelhető jelenete sem. Az alkotók szándéka a filmmel megmagyarázhatatlan, ami a szórakoztatás legcsekélyebb mértékére sem képes. Ennek ellenére N. Forgács Gábor rendező egyik interjúban az állította, hogy egy szerinte „szórakoztató film megalkotása volt épp a céljuk, ami sportra, táncra, illetve mozgásra is ösztönöz”. Lavicska Zsuzsanna kritikája szerint a rendező még a közönséget is külön „használati utasítással” látja el filmajánlójában: „Álmodjunk együtt, lazuljunk le, vegyük észre az ironikus pillanatokat és a szarkasztikus humort!”, holott irónia és szarkazmus nincs a filmben. Ezenkívül még N. Forgács Gábor azt is nyilatkozta a premier során, hogy az újságírók felelőssége lesz, ha a film megbukik, mivel szerinte ők azok, akik a magyar filmet negatívan tüntetik fel és elvonják tőle a nézőket.
A tehetséges, komoly hivatásos színészek, mint Reviczky megjelenése a filmben is nagy méltatlankodást váltott ki, sőt színészi teljesítményét kritikán alulinak találták. Ez ugyan nem egyedi eset, mivel az azonos időben készült és katasztrofális bukást elszenvedett Szuperbojz c. filmben is szerepet vállaltak Molnár Piroska és Haumann Péter, akikhez a vélemények szerint nem volt illendő ez a film, és ami kifejezetten romboló is az életművükre nézve. Az ugyancsak ebben a filmben főszerepet játszó, korábban sikeres Bajor Imre, vagy Gesztesi Károly pedig már rég karrierjük mélypontján álltak.

## A film technikai és szakmai hiányosságai
A film technikai megvalósításai is dilettáns és amatőr munkát mutatnak: a vágások ütemtelenek, a kivilágítás minden esetben rossz (a napos időszakoknál felvett jeleneteknél túlvilágítás, az esti jeleneteknél pedig alulvilágítottság jellemző, a képek hol kiégnek, hol elhomályosodnak). A filmben látható, a készítők által „profiként” konstatált pom-pom koreográfia is rendkívül kezdő és elég szakszerűtlen. A film számos, láthatóan nem oda illő jelenetet is tartalmaz, amelyek elnyújtják és unalmassá teszik a filmet: ilyen egy hosszú, de annál vontatottabb gokartverseny. A film tartalmaz még rajzfilmekből kölcsönzött hanghatásokat, amelyek a főszereplő megmozdulásait kísérik, szintén bugyuta és értelmetlen hatást keltve.
A főszerepeket játszó ifjú amatőrök képességei jóformán kimerülnek a lányok hisztérikus és felfoghatatlan visítozásaiban, illetve a fiúk faragatlan, értelmes beszédet nélkülöző kommunikációjában.

## Nézettség
A nézettségi adatok szerint 54 076 jegyet adtak el rá.